# Campionati europei di sollevamento pesi 2025 - +109 kg maschile
Le gare di sollevamento pesi della categoria oltre i 109 kg maschile — pesi supermassimi — dei campionati europei del 2025 si sono svolte il 21 aprile 2025 a Chișinău presso la Chișinău Arena.

## Programma
L'orario indicato corrisponde a quello moldavo (UTC+03:00)
| Data           | Orario | Evento   |
| -------------- | ------ | -------- |
| 21 aprile 2025 | 10:00  | Gruppo B |
| 21 aprile 2025 | 16:00  | Gruppo A |

## Medagliati
Per ciascun esercizio, i primi tre classificati sono i seguenti:
| Esercizio | Oro              | Oro    | Argento     | Argento | Bronzo             | Bronzo |
| --------- | ---------------- | ------ | ----------- | ------- | ------------------ | ------ |
| Strappo   | Varazdat Lalayan | 210 kg | Bohdan Hoza | 190 kg  | Bakari Turmanidze  | 183 kg |
| Slancio   | Varazdat Lalayan | 240 kg | Mart Seim   | 235 kg  | Vladyslav Prylypko | 220 kg |
| Totale    | Varazdat Lalayan | 450 kg | Mart Seim   | 415 kg  | Bohdan Hoza        | 406 kg |

## Record
Prima di questa competizione, i record mondiali ed europei esistenti erano i seguenti:
| Record mondiale | Strappo | Lasha T'alakhadze | 225 kg | Tashkent, Uzbekistan | 17 dicembre 2021 |
| Record mondiale | Slancio | Lasha T'alakhadze | 267 kg | Tashkent, Uzbekistan | 17 dicembre 2021 |
| Record mondiale | Totale  | Lasha T'alakhadze | 492 kg | Tashkent, Uzbekistan | 17 dicembre 2021 |
| Record europeo  | Strappo | Lasha T'alakhadze | 225 kg | Tashkent, Uzbekistan | 17 dicembre 2021 |
| Record europeo  | Slancio | Lasha T'alakhadze | 267 kg | Tashkent, Uzbekistan | 17 dicembre 2021 |
| Record europeo  | Totale  | Lasha T'alakhadze | 492 kg | Tashkent, Uzbekistan | 17 dicembre 2021 |

## Risultati
| Pos. | Atleta                        | Gr. | Peso atleta | Strappo (kg) | Strappo (kg) | Strappo (kg) | Strappo (kg) | Slancio (kg) | Slancio (kg) | Slancio (kg) | Slancio (kg) | Totale |
| Pos. | Atleta                        | Gr. | Peso atleta | 1            | 2            | 3            | Pos.         | 1            | 2            | 3            | Pos.         | Totale |
| ---- | ----------------------------- | --- | ----------- | ------------ | ------------ | ------------ | ------------ | ------------ | ------------ | ------------ | ------------ | ------ |
|      | Varazdat Lalayan (ARM)        | A   | 153.40      | 200          | 210          | 218          |              | 240          | 250          | —            |              | 450    |
|      | Mart Seim (EST)               | A   | 154.30      | 175          | 180          | 180          | 5            | 227          | 235          | —            |              | 415    |
|      | Bohdan Hoza (UKR)             | A   | 124.80      | 185          | 190          | 194          |              | 211          | 216          | 219          | 5            | 406    |
| 4    | Bakari Turmanidze (GEO)       | A   | 165.50      | 177          | 181          | 183          |              | 213          | 219          | 224          | 4            | 402    |
| 5    | Vladyslav Prylypko (UKR)      | A   | 127.20      | 162          | 167          | 170          | 8            | 210          | 216          | 220          |              | 390    |
| 6    | Hristo Hristov (UKR)          | A   | 119.00      | 170          | 176          | 178          | 6            | 205          | 212          | 214          | 9            | 383    |
| 7    | Ragnar Gamlestoel Holme (NOR) | A   | 145.00      | 170          | 176          | 182          | 4            | 200          | 210          | —            | 10           | 382    |
| 8    | Kamil Kučera (CZE)            | A   | 150.90      | 160          | 166          | 171          | 9            | 210          | 211          | 218          | 6            | 377    |
| 9    | Ali Oflaz (TUR)               | A   | 150.70      | 161          | 166          | 171          | 10           | 210          | 215          | 217          | 7            | 376    |
| 10   | Szymon Ziółkowski (POL)       | A   | 126.20      | 168          | 168          | 175          | 7            | 195          | 205          | 205          | 11           | 370    |
| 11   | Karolis Stonkus (LTU)         | B   | 135.40      | 153          | 158          | 162          | 12           | 200          | 207          | 212          | 8            | 365    |
| 12   | Ioannis Athanasiou (GRE)      | B   | 156.10      | 158          | 163          | 163          | 11           | 192          | 197          | —            | 12           | 350    |
| 13   | Hanno Keskitalo (FIN)         | B   | 149.70      | 155          | 160          | 160          | 14           | 180          | 185          | 190          | 14           | 340    |
| 14   | Arnost Vogel (CZE)            | B   | 109.80      | 142          | 147          | 151          | 15           | 175          | 185          | 191          | 13           | 332    |
| 15   | Radoslav Tatarcik (SVK)       | B   | 111.90      | 156          | 158          | 161          | 13           | 168          | 173          | 177          | 15           | 331    |
| 16   | Krizan Rajic (CRO)            | B   | 126.40      | 135          | 142          | 146          | 16           | 160          | 160          | 168          | 16           | 310    |